# Kanton Levet
Der Kanton Levet war bis 2015 ein französischer Wahlkreis im Département Cher und in der Region Centre-Val de Loire. Er umfasste 13 Gemeinden im Arrondissement Bourges; sein Hauptort (frz.: chef-lieu) war Levet. Die landesweiten Änderungen in der Zusammensetzung der Kantone brachten im März 2015 seine Auflösung. Vertreter im conseil général des Départements waren zuletzt für die Jahre von 1998 bis 2011 Jean-Pierre Magnoux (DVG) und für 2011–2015 Pascal Goudy (PS).

## Gemeinden
| Gemeinde            | Einwohner Jahr | Fläche km² | Bevölkerungsdichte | Postleitzahl | Code INSEE |
| ------------------- | -------------- | ---------- | ------------------ | ------------ | ---------- |
| Annoix              | 235 (2013)     | –          | – Einw./km²        | 18340        | 18006      |
| Arçay               | 520 (2013)     | –          | – Einw./km²        | 18340        | 18008      |
| Lapan               | 195 (2013)     | –          | – Einw./km²        | 18340        | 18122      |
| Levet               | 1383 (2013)    | –          | – Einw./km²        | 18340        | 18126      |
| Lissay-Lochy        | 233 (2013)     | –          | – Einw./km²        | 18340        | 18129      |
| Plaimpied-Givaudins | 1861 (2013)    | –          | – Einw./km²        | 18340        | 18180      |
| Saint-Caprais       | 770 (2013)     | –          | – Einw./km²        | 18400        | 18201      |
| Saint-Just          | 610 (2013)     | –          | – Einw./km²        | 18340        | 18218      |
| Senneçay            | 460 (2013)     | –          | – Einw./km²        | 18340        | 18248      |
| Soye-en-Septaine    | 572 (2013)     | –          | – Einw./km²        | 18340        | 18254      |
| Trouy               | 3894 (2013)    | –          | – Einw./km²        | 18570        | 18267      |
| Vorly               | 247 (2013)     | –          | – Einw./km²        | 18340        | 18288      |